# Leonor Piuza
Leonor Odete Piuza (sinh ngày 14 tháng 4 năm 1978) là một vận động viên người Mozambique, chuyên về 800 mét.
Piuza đã giành huy chương vàng tại Đại hội Thể thao toàn châu Phi 2007 và đứng thứ sáu tại Giải vô địch châu Phi 2008. Cô cũng đã tham dự Đại hội Thể thao Khối thịnh vượng chung năm 2006.
Thời gian tốt nhất cá nhân của Piuza là 2: 01,71 phút, đạt được vào tháng 6 năm 2007 tại Villefranche-sur-Saône.

## Kỷ lục cuộc thi
| Năm                     | Giải đấu                | Địa điểm                | Thứ hạng                | Nội dung                | Chú thích               |
| Representing Mozambique | Representing Mozambique | Representing Mozambique | Representing Mozambique | Representing Mozambique | Representing Mozambique |
| ----------------------- | ----------------------- | ----------------------- | ----------------------- | ----------------------- | ----------------------- |
| 2003                    | All-Africa Games        | Abuja, Nigeria          | 11th (h)                | 800 m                   | 2:05.19                 |
| 2006                    | Commonwealth Games      | Melbourne, Australia    | 9th (sf)                | 800 m                   | 2:01.84                 |
| 2006                    | African Championships   | Bambous, Mauritius      | 13th (h)                | 800 m                   | 2:10.50                 |
| 2006                    | Lusophony Games         | Ma Cao                  | 1st                     | 800 m                   | 2:07.34                 |
| 2007                    | All-Africa Games        | Algiers, Algeria        | 1st                     | 800 m                   | 2:02.83                 |
| 2008                    | African Championships   | Addis Ababa, Ethiopia   | 6th                     | 800 m                   | 2:05.95                 |
| 2009                    | Lusophony Games         | Lisbon, Portugal        | 4th                     | 800 m                   | 2:07.48                 |
| 2009                    | World Championships     | Berlin, Germany         | 36th (h)                | 800 m                   | 2:06.72                 |
| 2010                    | African Championships   | Nairobi, Kenya          | 7th                     | 800 m                   | 2:08.45                 |
| 2010                    | Commonwealth Games      | Delhi, India            | –                       | 800 m                   | DNF                     |
| 2011                    | All-Africa Games        | Maputo, Mozambique      | 12th (h)                | 800 m                   | 2:06.72                 |